# Transcription en caractères chinois
Lorsque l'on envisage la transcription de termes non chinois en caractères chinois, il convient de considérer les éléments suivants :
- la langue chinoise est écrite avec des sinogrammes monosyllabiques. Dès lors, un mot de trois syllabes sera généralement transcrit en trois caractères, associant dès lors trois unités signifiantes ;
- le même mot étranger peut avoir différentes transcriptions, par exemple basées sur différents dialectes chinois. D'autres caractères peuvent en effet être utilisés pour rendre un son en une langue différente du mandarin standard. La notation hanyu pinyin du mandarin standard est utilisée ici. Par ailleurs, des transcriptions différentes d'un même mot peuvent avoir pour origine le même nom prononcé différemment selon la langue. La Meuse par exemple est transcrit 默兹河 (Mòzī Hé) sur la base du nom français, ou 马斯河 (Mǎsī Hé) sur la base du nom néerlandais Maas;
- la langue chinoise comporte de très nombreux caractères homophones, d'autant plus nombreux si le ton n'est pas pertinent. Dès lors, il existe une multitude de possibilités écrites pour rendre de façon phonétique un mot. Il convient donc à l'origine de faire des choix, notamment quant à la signification associée aux caractères.

Une transcription en chinois essaie généralement d'associer et la signification du mot et la façon dont il est prononcé. Par exemple, la finale habituelle russe -ва pour les noms de famille féminins est généralement transcrite par 娃 (pinyin : wā ; "bébé", "fille"), et le -в des noms de famille masculins en 夫 (pinyin : fū ; "homme") ; Utopie fut notoirement transcrit par Yan Fu en 烏托邦 (simp. 乌托邦 ; pinyin : wūtuōbāng ; "[un] pays fabriqué") ; et le nom de Pantagruel est transcrit en 龐大固埃 (simp. 庞大固埃 ; pinyin : pángdàgù'āi), où 龐大 signifie "gigantesque" et 固 "solide".
La fidélité au son de l'original est souvent sacrifiée au sens dans des contextes non techniques. De même dans les transcriptions de noms de personnes, entreprises, magasins et marques, le nom devant être porteur de significations positives et faciles à mémoriser. En de nombreux cas, on peut même parfois difficilement parler de "transcription". Un exemple classique est le nom chinois que des non-chinois adoptent, qui ne relève pas vraiment de la transcription, mais de l'inspiration ou de l'adaptation de l'original. (Voir par exemple, le nom chinois des gouverneurs de Hong Kong sur zh:香港总督.)
Étant donné qu'un mot peut être transcrit en mettant l'accent sur le sens ou sur le son, une transcription « neutre » peut éventuellement prêter à une interprétation de sa forme écrite. Au cours de la dynastie Qing, des étudiants chinois furent mécontents de découvrir que la Chine se trouvait sur un continent appelé 亞細亞 (simp. 亚细亚 ; pinyin : yàxìyà), c’est-à-dire Asia, où 亞 signifie « secondaire » et 細 « petit », pensant que les Européens dénigraient délibérément les Orientaux en les nommant ainsi. L'Asie est généralement rendue en son nom classique de 亚洲 (pinyin : Yàzhōu).
Il existe ainsi de nombreuses façon de nommer un nom de lieu si aucune convention n'a été décrétée, notamment de par les nombreuses façon de représenter un son ou si la signification a été gardée. La Côte d'Ivoire est par exemple rendue en 科特迪瓦 (Kētèdíwǎ, translittération), mais aussi en 象牙海岸 (Xiàngyá Hǎi'àn, traduction).
De même également, pour exprimer Monténégro à Taïwan, on utilise la transcription 蒙特內哥羅 / Mengteneigeluo (chinois simplifié : 蒙特内哥罗 ; chinois traditionnel : 蒙特內哥羅 ; pinyin : Mēngtènèigēluó), et ailleurs la traduction 黑山 / Hēishān. Il s'agit littéralement de la « Montagne noire » le nom local, Црна Гора / Crna Gora, traduit par Montenegro en italien, ou par Черногория en russe, ce qui a pu avoir son importance quand la Yougoslavie, l'Union soviétique et la Chine appartenaient au même camp des pays socialistes.

## Histoire
La transcription fut très tôt pratiquée dans les textes de chinois ancien, de par les relations depuis longtemps entretenues avec d'autres civilisations, tels les Xiongnu, que les Chinois combattirent.
Les textes classiques du bouddhisme commencèrent à être traduits en chinois au cours de la dynastie Han. De nombreux termes sanskrits furent transcrits et très tôt intégrés en chinois. De fait, le célèbre moine et traducteur Xuanzang suggéra que les termes sanskrits devaient être transcrits plutôt que traduits lorsque ceux-ci sont :
- de nature mystérieuse, telles des incantations ;
- polysémiques ;
- inconnus en Chine ;
- habituellement transcrits et non traduits ;
- complexes et subtils, et qu'une traduction pourrait en obscurcir le sens.

À la fin du XIXe siècle, lorsque les idées et les biens arrivèrent d'Occident, les transcriptions se firent plus nombreuses. 
En japonais, à notre époque, les termes étrangers sont généralement transcrits en katakana, une écriture de type syllabaire. Cependant, certains de ces termes peuvent, par fantaisie ou emphase, être rendus en kanji (caractères chinois utilisé en japonais). Un des plus célèbres exemples est 俱楽部 (club, litt. "ensemble joyeusement pièce"), même si l'utilisation des katakana reste très majoritaire. Ceux-ci furent directement et littéralement repris du chinois à la fin du XIXe siècle ou au début du XXe. On note également que les noms de pays occidentaux (que les Japonais ont découverts relativement tardivement dans l'Histoire) ont d'abord été transcrits en kanji, avant que la règle de transcrire les mots étrangers en katakana soit plus largement adoptée.
Quelques exemples de noms de pays transcrits en chinois, en kanji et en katakana illustrant les différences de caractères utilisés entre les caractères chinois utilisés en Chine, les caractères chinois utilisés au Japon et les caractères issus des syllabaires japonais:
| Nom        | Chinois | Kanji    | Katakana |
| ---------- | ------- | -------- | -------- |
| Italie     | 意大利  | 伊太利亜 | イタリア |
| France     | 法国    | 仏蘭西   | フランス |
| États-Unis | 美国    | 亜米利加 | アメリカ |
| Allemagne  | 德国    | 独逸     | ドイツ   |
| Russie     | 俄国    | 露西亜   | ロシア   |

La rareté des similitudes entre transcriptions chinoises et japonaises s'explique principalement par les différences de phonétique dans les deux langues, induisant une différence de prononciation de chaque caractère.

## Recommandations officielles
Le guide officiel actuel en République populaire de Chine des transcriptions de noms propres de personnes est le Names of the world's peoples: a comprehensive dictionary of names in Roman-Chinese (世界人名翻譯大辭典), édité par le Proper Names and Translation Service de la Xinhua News Agency. Voir les tables de translittération pour les transcriptions proposées pour un certain nombre de langues par cet ouvrage.
À titre d'exemple, ci-dessous les liens vers les tables de caractères à utiliser pour les sons spécifiques à la langue française et quelques autres langues, en croisant consonnes et voyelles. Ces tables permettent une transcription en représentant un phonème par un caractère chinois donné, l'ensemble présentant alors pour l'essentiel les caractéristiques d'un syllabaire.
Alphabet latin :
- Français
- Anglais
- Espagnol
- Portugais
- Italien
- Allemand
- Néerlandais
- Langues bantoues

Autres alphabets :
- Russe
- Grec ancien / Grec moderne
- Arabe
- Perse

Certaines langues aux écritures spécifiques utilisent l'intermédiation de la romanisation (ex : Khmer, Laotien, Somali, Cingalais, Hébreu), faisant en certains cas disparaitre des informations (tonalité, longueur de voyelle,...) qui auraient pu être conservées sans cette intermédiation (ex : tonalité, pour les langues taï et chinoise lointainement apparentées).
Les tables du Wikipédia en chinois sont écrites soit en sinogrammes simplifiés, soit en sinogrammes traditionnels; une conversion automatique vers l'un ou l'autre système est disponible : cliquez sur l'onglet "简体" pour obtenir les tables en caractères simplifiés, ou sur l'onglet "繁體" pour obtenir les tables en caractères traditionnels
Les transcriptions officielles sont fondées sur le mandarin standard, la langue orale officielle. Il se peut cependant que cela donne une transcription qui s'écarte de l'originale telle qu'elle peut être exprimée par des personnes parlant des dialectes chinois autres que le mandarin de Beijing. La plupart des transcriptions des caractères utilisées officiellement usent généralement de caractères conventionnels. Par exemple, le son [nuː] se transcrit officiellement par 努 (laborieux).
Les médias cantonophones utilisent généralement un système de transcription différent.
À Singapour, le Translation Standardisation Committee for the Chinese Media est responsable des normes pour la transcription en mandarin.
| Transcription par syllabe du français en écriture chinoise | Transcription par syllabe du français en écriture chinoise | Transcription par syllabe du français en écriture chinoise | Transcription par syllabe du français en écriture chinoise | Transcription par syllabe du français en écriture chinoise | Transcription par syllabe du français en écriture chinoise | Transcription par syllabe du français en écriture chinoise | Transcription par syllabe du français en écriture chinoise | Transcription par syllabe du français en écriture chinoise | Transcription par syllabe du français en écriture chinoise | Transcription par syllabe du français en écriture chinoise | Transcription par syllabe du français en écriture chinoise | Transcription par syllabe du français en écriture chinoise | Transcription par syllabe du français en écriture chinoise | Transcription par syllabe du français en écriture chinoise | Transcription par syllabe du français en écriture chinoise | Transcription par syllabe du français en écriture chinoise | Transcription par syllabe du français en écriture chinoise | Transcription par syllabe du français en écriture chinoise | Transcription par syllabe du français en écriture chinoise | Transcription par syllabe du français en écriture chinoise |
| ---------------------------------------------------------- | ---------------------------------------------------------- | ---------------------------------------------------------- | ---------------------------------------------------------- | ---------------------------------------------------------- | ---------------------------------------------------------- | ---------------------------------------------------------- | ---------------------------------------------------------- | ---------------------------------------------------------- | ---------------------------------------------------------- | ---------------------------------------------------------- | ---------------------------------------------------------- | ---------------------------------------------------------- | ---------------------------------------------------------- | ---------------------------------------------------------- | ---------------------------------------------------------- | ---------------------------------------------------------- | ---------------------------------------------------------- | ---------------------------------------------------------- | ---------------------------------------------------------- | ---------------------------------------------------------- |
|                                                            | -                                                          | b-                                                         | p-                                                         | d-                                                         | t-                                                         | -g                                                         | -ge                                                        | k-                                                         | v-, w-                                                     | f-                                                         | z-                                                         | s-                                                         | j-                                                         | ch-                                                        | m-                                                         | n-                                                         | gn-                                                        | l-                                                         | r-                                                         | y-                                                         |
| -                                                          | -                                                          | 布                                                         | 普                                                         | 德                                                         | 特                                                         | 格 / 居                                                    | 熱                                                         | 克                                                         | 夫 / 弗                                                    | 夫 / 弗                                                    | 茲                                                         | 斯                                                         | 日                                                         | 什                                                         | 姆                                                         | 恩                                                         | 尼                                                         | 爾                                                         | 爾                                                         | 伊                                                         |
| -a                                                         | 阿                                                         | 巴                                                         | 帕                                                         | 達                                                         | 塔                                                         | 加                                                         | 雅                                                         | 卡                                                         | 瓦 / 娃                                                    | 法                                                         | 扎                                                         | 薩                                                         | 雅                                                         | 沙 / 莎                                                    | 馬 / 瑪                                                    | 納 / 娜                                                    | 尼亞                                                       | 拉                                                         | 拉                                                         | 亞                                                         |
| -è- (syllabe fermée)                                       | 埃                                                         | 貝                                                         | 佩                                                         | 代 / 德                                                    | 泰                                                         | 熱 / 蓋                                                    |                                                            | 凱 / 塞                                                    | 韋                                                         | 費                                                         | 澤                                                         | 塞                                                         | 熱                                                         | 謝                                                         | 梅                                                         | 內                                                         | 涅                                                         | 萊                                                         | 雷 / 蕾                                                    | 耶                                                         |
| -e, -eu                                                    | 厄                                                         | 伯                                                         | 珀                                                         | 德                                                         | 特                                                         | 熱 / 格                                                    |                                                            | 克 / 瑟                                                    | 弗 / 沃                                                    | 弗                                                         | 澤                                                         | 瑟 / 塞                                                    | 熱                                                         | 舍                                                         | 默                                                         | 納 / 娜                                                    | 尼厄                                                       | 勒                                                         | 勒                                                         | 耶 / 約                                                    |
| -i                                                         | 伊                                                         | 比                                                         | 皮                                                         | 迪                                                         | 蒂                                                         | 吉                                                         |                                                            | 基 / 西                                                    | 維                                                         | 菲                                                         | 齊                                                         | 西                                                         | 日                                                         | 希                                                         | 米                                                         | 尼 / 妮                                                    | 尼                                                         | 利 / 莉                                                    | 里 / 麗                                                    | 伊                                                         |
| -o                                                         | 奧                                                         | 博                                                         | 波                                                         | 多                                                         | 托                                                         | 戈 / 若                                                    | 若                                                         | 科 / 索                                                    | 沃                                                         | 福                                                         | 佐                                                         | 索                                                         | 若                                                         | 紹                                                         | 莫                                                         | 諾                                                         | 尼奧                                                       | 洛                                                         | 羅 / 蘿                                                    | 約                                                         |
| -u                                                         | 于                                                         | 比                                                         | 皮                                                         | 迪                                                         | 蒂                                                         | 居                                                         |                                                            | 屈                                                         | 維                                                         | 菲                                                         | 聚                                                         | 敘                                                         | 瑞 / 朱                                                    | 許                                                         | 米                                                         | 尼                                                         | 尼                                                         | 呂                                                         | 呂                                                         | 于                                                         |
| -è                                                         | 艾                                                         | 拜                                                         | 佩                                                         | 代                                                         | 泰                                                         | 蓋                                                         | 熱                                                         | 凱                                                         | 韋                                                         | 費                                                         | 澤                                                         | 賽                                                         | 熱                                                         | 謝                                                         | 邁                                                         | 奈                                                         | 涅                                                         | 萊                                                         | 賴                                                         | 耶                                                         |
| -in, -un                                                   | 安                                                         | 班                                                         | 潘                                                         | 丹                                                         | 坦                                                         | 甘 / 然                                                    | 然                                                         | 坎 / 桑                                                    | 萬                                                         | 凡                                                         | 贊                                                         | 桑                                                         | 然                                                         | 尚                                                         | 曼                                                         | 南                                                         | 年                                                         | 蘭                                                         | 蘭                                                         | 延                                                         |
| -an                                                        | 昂                                                         | 邦                                                         | 龐                                                         | 當                                                         | 唐                                                         | 岡 / 讓                                                    | 讓                                                         | 康 / 桑                                                    | 旺                                                         | 方                                                         | 藏                                                         | 桑                                                         | 讓                                                         | 尚                                                         | 芒                                                         | 南                                                         | 尼昂                                                       | 朗                                                         | 朗                                                         | 揚                                                         |
| -on                                                        | 翁                                                         | 邦                                                         | 蓬                                                         | 東                                                         | 通                                                         | 貢                                                         | 容                                                         | 孔                                                         | 翁                                                         | 豐                                                         | 宗                                                         | 松                                                         | 容                                                         | 雄                                                         | 蒙                                                         | 農                                                         | 尼翁                                                       | 隆                                                         | 龍                                                         | 永                                                         |
| -ou                                                        | 烏                                                         | 布                                                         | 普                                                         | 杜                                                         | 圖                                                         | 古                                                         | 茹                                                         | 庫                                                         | 武                                                         | 富                                                         | 祖                                                         | 蘇                                                         | 茹                                                         | 舒                                                         | 穆                                                         | 努                                                         | 紐                                                         | 盧                                                         | 魯                                                         | 尤                                                         |
| -ien                                                       | 延                                                         | 比安                                                       | 皮安                                                       | 迪安                                                       | 蒂安                                                       | 然 / 吉安                                                  |                                                            | 基安 / 西安                                                | 維安                                                       | 菲安                                                       | 齊安                                                       | 西安                                                       | 然                                                         | 希安                                                       | 米安                                                       | 尼安                                                       | 尼安                                                       | 利安                                                       | 里安                                                       |                                                            |
| -ion                                                       | 永                                                         | 比翁                                                       | 皮翁                                                       | 迪翁                                                       | 蒂翁                                                       | 容 / 吉翁                                                  |                                                            | 基翁 / 雄                                                  | 維翁                                                       | 菲翁                                                       | 齊翁                                                       | 雄                                                         | 容                                                         | 雄                                                         | 米翁                                                       | 尼翁                                                       | 尼翁                                                       | 利翁                                                       | 里翁                                                       |                                                            |
| -iè, -ille                                                 | 耶                                                         | 比耶                                                       | 皮耶                                                       | 迪耶                                                       | 蒂耶                                                       | 吉耶                                                       | 吉耶                                                       | 基耶 / 謝                                                  | 維耶                                                       | 菲耶                                                       | 齊耶                                                       | 謝                                                         | 日耶                                                       | 謝                                                         | 米耶                                                       | 涅                                                         | 涅                                                         | 利耶                                                       | 里耶                                                       | 耶                                                         |
| -ieu                                                       | 約                                                         | 比厄                                                       | 皮厄                                                       | 迪厄                                                       | 蒂厄                                                       | 吉厄                                                       |                                                            | 基厄 / 西厄                                                | 維厄                                                       | 菲厄                                                       | 齊厄                                                       | 西厄                                                       | 日厄                                                       | 希厄                                                       | 米厄                                                       | 尼厄                                                       | 尼厄                                                       | 利厄                                                       | 里厄                                                       |                                                            |
| -oi                                                        | 瓦                                                         | 布瓦                                                       | 普瓦                                                       | 杜瓦                                                       | 圖瓦                                                       | 瓜                                                         | 茹瓦                                                       | 夸                                                         | 瓦                                                         | 富瓦                                                       | 祖瓦                                                       | 蘇瓦                                                       | 茹瓦                                                       | 舒瓦                                                       | 穆瓦                                                       | 努瓦                                                       | 尼瓦                                                       | 盧瓦                                                       | 魯瓦                                                       |                                                            |
| -oin                                                       | 萬                                                         | 布安                                                       | 普安                                                       | 端                                                         | 圖萬                                                       | 關                                                         | 茹萬                                                       | 寬                                                         | 萬                                                         | 富萬                                                       | 祖萬                                                       | 蘇萬                                                       | 茹萬                                                       | 舒萬                                                       | 穆萬                                                       | 努萬                                                       | 尼萬                                                       | 盧萬                                                       | 魯萬                                                       |                                                            |
| -ière                                                      | 埃                                                         | 比埃                                                       | 皮埃                                                       | 迪埃                                                       | 蒂埃                                                       | 吉埃                                                       |                                                            | 基埃 / 西埃                                                | 維埃                                                       | 菲埃                                                       | 齊埃                                                       | 西埃                                                       | 日埃                                                       | 希埃                                                       | 米埃                                                       | 尼埃                                                       | 尼埃                                                       | 利埃                                                       | 里埃                                                       |                                                            |

## Difficultés de la transcription liées aux registres phonologiques des langues
Les sons du mandarin standard diffèrent pour bonne part de ceux des langues européennes. En une syllabe, abstraction faites des tons, si les voyelles (médianes) se retrouvent à peu près dans les langues européennes, les initiales et surtout les finales sont par contre moins nombreuses en mandarin. Il en résulte que pour exprimer ces finales et initiales, des morphèmes / sinogrammes supplémentaires vont devoir être utilisés, induisant à la prononciation autant de phonèmes. Par exemple, si les deux syllabes "shang" (utilisé notamment en "Shanghaï" / 上海) et "start" (notamment utilisé en divers noms commerciaux) apparaissent équivalentes en français ou en anglais (1 syllabe, et 1 voyelle et 4 consonnes), une transcription exigera un traitement très différent pour ces deux syllabes occidentales :
- Shang : 上 (prononciation pinyin : Shàng), un sinogramme soit un phonème, existant en mandarin standard.
- Start : 斯达尔特 (prononciation pinyin : Sī dá 'ěr tè), 4 sinogrammes, correspondant ici aux recommandations officielles, soit 4 phonèmes.

La transcription en caractères chinois, présentant pour partie les caractéristiques d'un syllabaire, est donc limité par le système phonologique du mandarin standard.

## Exemples
Les transcriptions historiques, non soumises aux normes actuelles précédemment décrites et à leurs caractères standards, accordent une part plus grande à la signification des sinogrammes.

### Transcriptions à connotations négatives ou inhabituelles
- l'Inde fut nommée 身毒 (litt. "poison corporel") en Chine ancienne, transcrit de Sindhu.
- Bhoutan est nommé 不丹, 不 étant un caractère rendant la négation en Chinois ("non", "pas")
- Hawaï est couramment appelé 夏威夷 par les medias chinois, 威 signifie faire peur, 夷 signifie barbare， 哈瓦伊 étant la traduction officielle.
- l'Afrique est nommée 非洲 (litt. 'non continent'), avec la transcription complète de 阿非利加洲.
- Mozambique est rendu en 莫三鼻給 (莫三鼻给), où 莫给 signifie "ne rien donner", et 三鼻 "trois nez". De nos jours, le nom du pays est plus souvent transcrit en 莫桑比克.
- Aberdeen, nom propre de plusieurs localités et de personnes, rendu en 鴨巴甸, où 鴨 (鸭) signifie canard.
- Une rue de Macao nommée Avenida do Conselheiro Ferreira de Almeida, d'après Ferreira de Almeida. Ferreira fut transcrit en 肥利喇, d'après le nom de la rue en chinois, où 肥 signifiait "gros".
- Les Alpes sont couramment appelées 阿尔卑斯 où 卑 signifie vil, méprisable.

### Transcriptions à connotation positive
- Florence s'écrit 翡冷翠 (Fěilěngcuì, imaginé par le poète Xu Zhimo, 翡翠 signifiant "jadéite" et 冷 "froid". Cependant, au XXIe siècle, la ville est généralement transcrite en 佛羅倫斯 (佛罗伦萨 - Fóluólúnsà), sur la base du nom anglais de Florence, et non sur l'original italien.
- Athènes s'écrit 雅典 (Yǎdiǎn), signifiant "élégant" et "classique"
- Ithaque s'écrit 綺色佳 (Qǐsèjiā), signifiant "fantastique couleur beau"
- Coca-cola s'écrit 可口可樂 (可口可乐 - Kěkǒu kělè), signifiant "qui est bon et qui rend joyeux"
- Yosemite s'écrit 優山美地 (优山美地 - Yōushānměidì), signifiant  "élégante montagne (et) beau pays"
- Fontainebleau s'écrit 楓丹白露 (枫丹白露 - Fēngdānbáilù), signifiant  "érable rouge (et) rosée blanche"
- Champs-Élysées s'écrit 香榭麗舍 (香榭丽舍 - Xiāngxiè lìshè), signifiant "pavillon(s) parfumé(s) (et) belle(s) maison(s)"
- Reims s'écrit 兰斯 (Lánsī), signifiant "orchidée odoriférante"
- World-wide-web s'écrit  万维网 (Wàn wéi wǎng), signifiant "toile à 10 000 dimensions"
- Haïfa s'écrit 海法, (Hǎifǎ), signifiant "Ordonnancement de la mer"
- Carrefour, la chaîne de supermarchés s'écrit 家乐福 (Jiālèfú), "famille heureuse".